# NGC 4476
NGC 4476 (другие обозначения — UGC 7637, MCG 2-32-96, ZWG 70.128, VCC 1250, IRAS12274+1237, PGC 41255) — галактика в созвездии Дева.
Этот объект входит в число перечисленных в оригинальной редакции «Нового общего каталога».
Галактике содержит 1,1 × 108 масс Солнца молекулярного газа. В NGC 4476 чрезвычайно мало молекулярного газа.